# La Ciénega de San José
La Ciénega de San José är en ort i Mexiko.   Den ligger i kommunen Santiago Papasquiaro och delstaten Durango, i den centrala delen av landet, 900 km nordväst om huvudstaden Mexico City. La Ciénega de San José ligger 1 764 meter över havet och antalet invånare är 182.
Terrängen runt La Ciénega de San José är kuperad åt nordost, men åt sydväst är den platt. Runt La Ciénega de San José är det mycket glesbefolkat, med 6 invånare per kvadratkilometer. Närmaste större samhälle är Santiago Papasquiaro, 6,9 km söder om La Ciénega de San José. Omgivningarna runt La Ciénega de San José är i huvudsak ett öppet busklandskap.